# Pacolet
Pacolet és una població dels Estats Units a l'estat de Carolina del Sud. Segons el cens del 2000 tenia 2.690 habitants.

## Demografia
Segons el cens del 2000, Pacolet tenia 2.690 habitants, 1.070 habitatges i 724 famílies. La densitat de població era de 349,7 habitants/km².
Dels 1.070 habitatges en un 26,8% hi vivien nens de menys de 18 anys, en un 46,7% hi vivien parelles casades, en un 16,3% dones solteres, i en un 32,3% no eren unitats familiars. En el 29,9% dels habitatges hi vivien persones soles el 15,9% de les quals corresponia a persones de 65 anys o més que vivien soles. El nombre mitjà de persones vivint en cada habitatge era de 2,41 i el nombre mitjà de persones que vivien en cada família era de 3.
Per edats la població es repartia de la següent manera: un 22,3% tenia menys de 18 anys, un 8,4% entre 18 i 24, un 25,9% entre 25 i 44, un 24,3% de 45 a 60 i un 19% 65 anys o més.
L'edat mediana era de 40 anys. Per cada 100 dones de 18 o més anys hi havia 84,1 homes.
La renda mediana per habitatge era de 31.494 $ i la renda mediana per família de 41.367 $. Els homes tenien una renda mediana de 30.592 $ mentre que les dones 22.440 $. La renda per capita de la població era de 16.856 $. Entorn del 10,4% de les famílies i el 15,3% de la població estaven per davall del llindar de pobresa.

## Poblacions més properes
El següent diagrama mostra les poblacions més properes.